# Liste der Monuments historiques in La Chapelle-Bâton (Vienne)
Die Liste der Monuments historiques in La Chapelle-Bâton (Vienne) führt die Monuments historiques in der französischen Gemeinde La Chapelle-Bâton auf.

## Liste der Bauwerke
| Bezeichnung      | Beschreibung                  | Standort | Kennzeichnung | Schutzstatus | Datum | Bild           |
| ---------------- | ----------------------------- | -------- | ------------- | ------------ | ----- | -------------- |
| Kirche St-Pierre | Erbaut im 15./16. Jahrhundert | (Lage)   | PA00125690    | Inscrit      | 1993  | weitere Bilder |

## Liste der Objekte
- Monuments historiques (Objekte) in La Chapelle-Bâton (Vienne) in der Base Palissy des französischen Kultusministeriums